# Tmeticodes gibbifer
Genre
Espèce
Tmeticodes gibbifer, unique représentant du genre Tmeticodes, est une espèce d'araignées aranéomorphes de la famille des Linyphiidae.

## Distribution
Cette espèce est endémique de l'archipel d'Izu au Japon,. Elle se rencontre sur Mikurajima.

## Description
Le mâle holotype mesure 1,87 mm et la femelle paratype 1,93 mm.

## Publication originale
- Ono, 2010 : Spiders from Mikurajima Island, Tokyo, with descriptions of new genera and species of the families Linyphiidae and Theridiidae (Arachnida, Araneae). Bulletin of the National Science Museum Tokyo, sér. A, vol. 36, no 2, p. 51-63.